# Jason Gonsalves
Jason Gonsalves (* 4. September 1992) ist ein südafrikanischer Eishockeyspieler, der seit 2013 bei den Pretoria Capitals in der Südafrikanischen Eishockeyliga spielt.

## Karriere
Jason Gonsalves begann seine Karriere bei den Pretoria Warriors in der südafrikanischen Hauptstadt. 2013 wechselte er zum Lokalrivalen Pretoria Capitals, für den er seither spielt.

### International
Gonsalves stand zunächst bei der U-20-Weltmeisterschaft 2010 in der Division III für Südafrika auf dem Eis. Mit der Herren-Nationalmannschaft nahm er an den Welttitelkämpfen der Division II 2012 sowie der Division III 2013 teil.

## Erfolge und Auszeichnungen
- 2013 Aufstieg in die Division II, Gruppe B, bei der Weltmeisterschaft der Division III